# Hồ Kivu

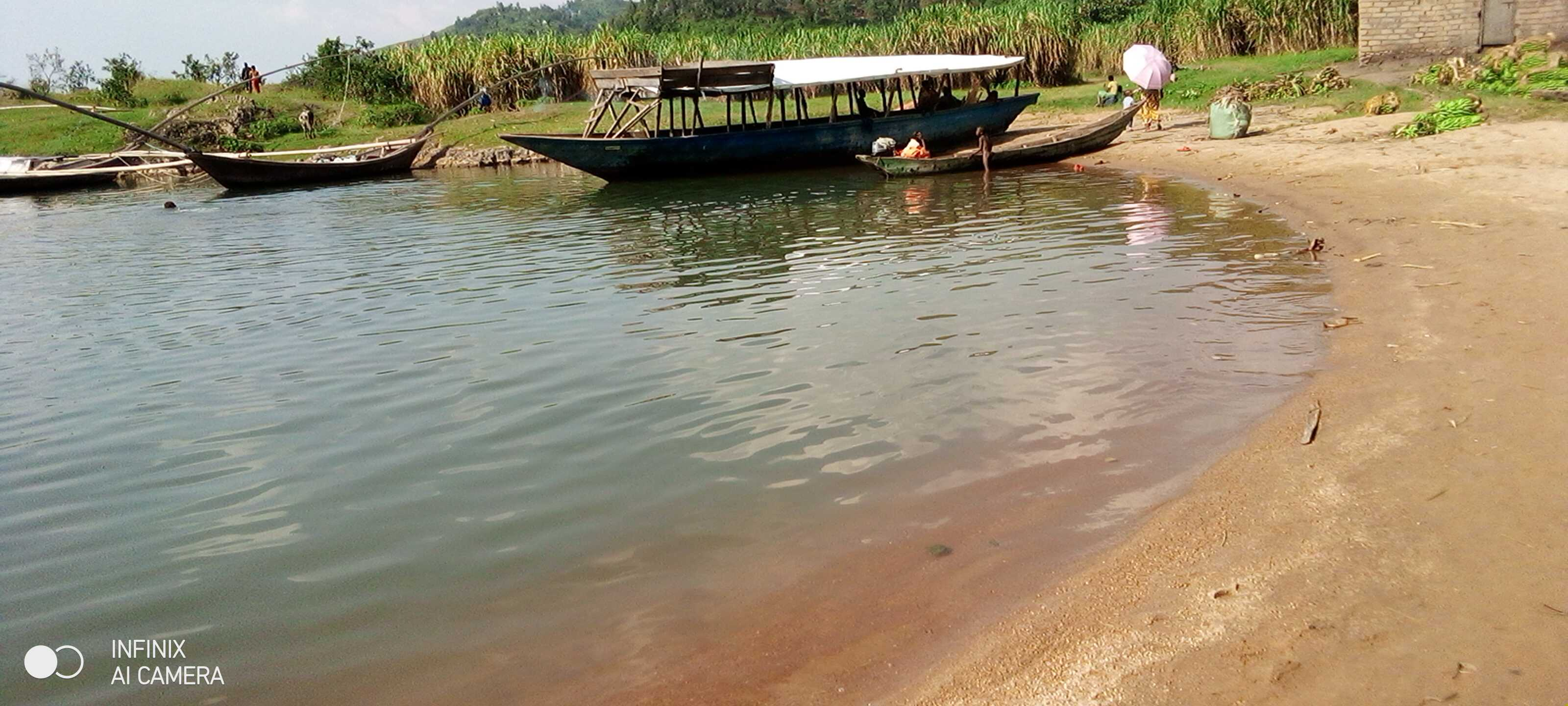
Hồ Kivu

Hồ Kivu là một trong các Hồ Lớn châu Phi. Hồ nằm trên biên giới giữa Cộng hòa Dân chủ Congo và Rwanda, và nằm tại đới tách giãn Albertine, nhánh phía tây của Đới tách giãn Đông Phi. Hồ Kivu thoát nước vào sông Ruzizi, sông này chảy về phía nam và đổ vào hồ Tanganyika. Tên gọi kivu có nghĩa là "hồ" trong tiếng Bantu, cũng giống như các từ tanganyika hay nyanza.
Hồ có diện tích mặt nước là 2.700 km2 (1.040 dặm vuông Anh) và có độ cao 1.460 mét (4.790 ft) trên mực nước biển. Khoảng 1.370 km² hay 58% mặt nước của hồ thuộc lãnh thổ Cộng hòa Dân chủ Congo. Đáy hồ nằm trên một thung lũng tách giãn đang dần bị tách ra, gây nên các hoạt động núi lửa trong khu vực, và khiến nó đặc biệt sâu: xấp xỉ 480 m (1.575 ft) và là hồ sâu thứ tám trên thế giới. Hồ có các dãy núi hùng vĩ bao bọc.
Đảo nội địa lớn thứ tám trên thế giới là Idjwi nằm tại hồ Kivu, cùng với đó là đảo nhỏ Tshegera, đều nằm trong ranh giới của vườn quốc gia Virunga; các điểm định cư ven bờ hồ bao gồm Bukavu, Kabare, Kalehe, Sake và Goma tại CHDC Congo và Gisenyi, Kibuye và Cyangugu tại Rwanda.
Các loài cá bản địa bao gồm Barbus, Clarias, và Haplochromis, cũng như cá mòi Tanganyika. Limnothrissa miodon, một trong hai loài được biết đến với cái tên cá mòi Tanganyika, được đưa đến vào năm 1959 và tạo nên cơ sở của một vùng thủy sản xa bờ. Vào đầu thập niên 1990, số ngư dân quanh hồ là 6.563 người, trong đó 3.027 liên quan đến thủy sản xa bờ và 3.536 là đánh bắt truyền thống. Xung đột vũ trang đã nổ ra ở khu vực xung quanh từ giữa thập niên 1990 đã khiến cho sản lượng thu hoạch thủy sản bị suy giảm.